# Église de Högalid
L'Église de Högalid se dresse sur la colline du même nom, à l'ouest de l'île de Södermalm à Stockholm, en Suède.
Vu l'urbanisation et la densification croissante du quartier de Södermalm au début du XXe siècle, il fut décidé que la paroisse originelle de l’ église sainte Marie-Madeleine de Stockholm qui couvrait l'île serait à l'avenir scindée avec la constitution d'une nouvelle paroisse autour d'une église à construire. Le concours lancé à cette occasion et conclu en septembre 1911 porta son choix sur le projet d'Ivar Tengbom, ardemment soutenu par l'influent architecte Carl Westman. Le dessin fut finalisé les années suivantes, la première pierre fut posée le 29 mai 1917, et la nouvelle église consacrée le 10 juin 1923.
Ce sanctuaire, construit en brique rouge sombre et couvert de cuivre, est un typique exemple du style national-romantique suédois. Il comporte deux hautes tours octogonales. Une des originalités marquantes du plan réside dans le fait que ces tours, au lieu de surmonter la façade ouest et le porche principal, ainsi qu'il est d'usage, ont été érigées à l'autre extrémité de l'édifice. Elles encadrent le chœur qui est pour cette raison plus étroit que la nef, et qui s'achève sur un chevet plan.

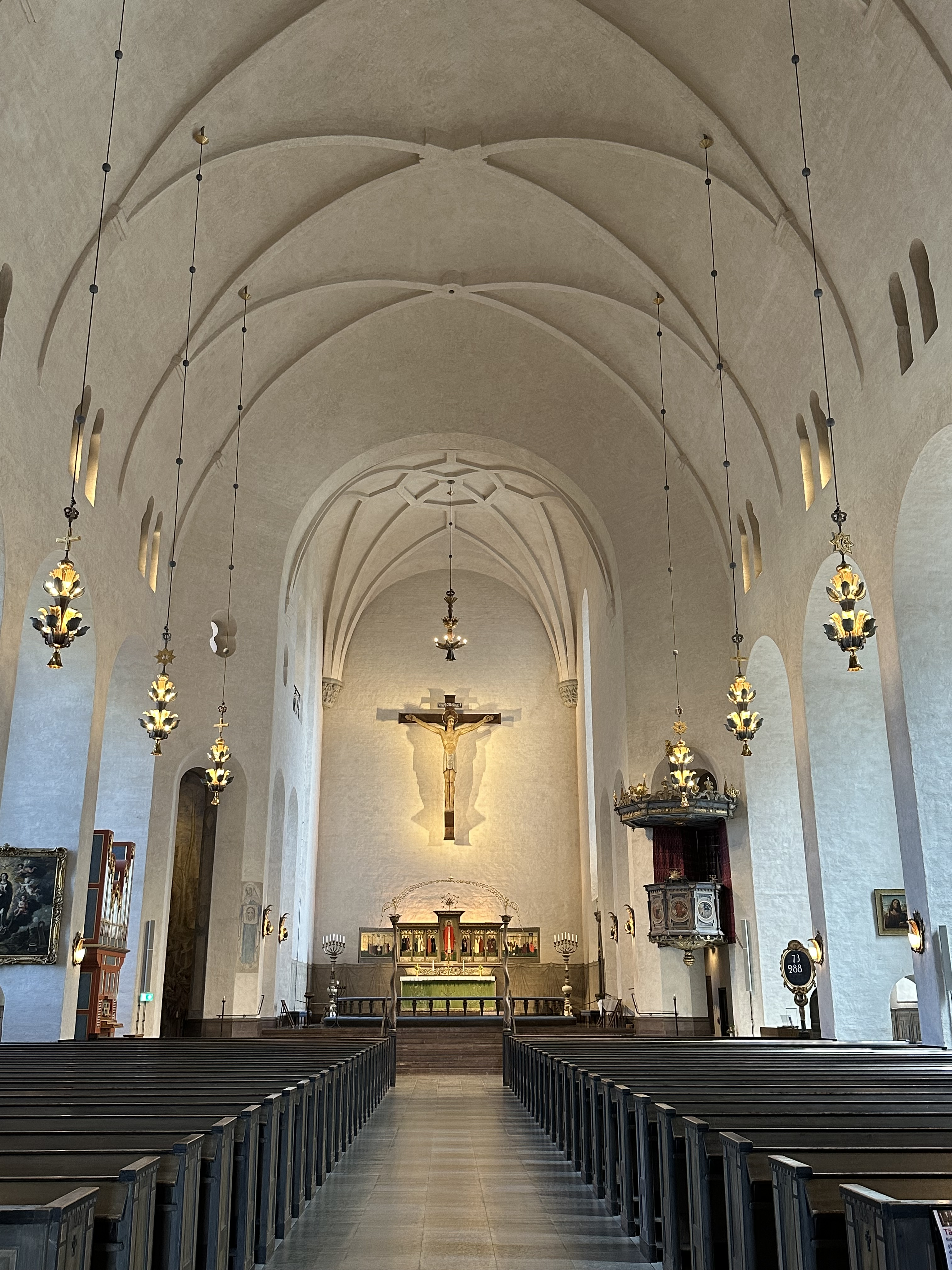
Intérieur de l’église

Les parois internes sont entièrement faites de brique blanche. D'une grande homogénéité, la décoration et les aménagements intérieurs portent encore l'héritage de l'Art nouveau mais avec une sobriété géométrique qui tend déjà vers l'Art déco.